# Jessica Jones
Jessica Campbell Jones-Cage é uma personagem fictícia que aparece nas histórias em quadrinhos publicadas pela Marvel Comics. Criada pelo escritor Brian Michael Bendis e pelo artista Michael Gaydos, A personagem foi criada pelo escritor Brian Michael Bendis e pelo artista Michael Gaydos e apareceu pela primeira vez em Alias #1 edição (novembro de 2001) como parte da Max da Marvel, uma marca para conteúdo mais maduro, e mais tarde foi estabelecida retroativamente por ter aparecido pela primeira vez em The Amazing Spider Man #4 (junho de 1963) na Era de Prata dos Quadrinhos como um colega de classe anônima de Peter Parker, criado pelo escritor e editor Stan Lee e pelo artista Steve Ditko. 
Dentro do contexto do universo compartilhado da Marvel, Jones é uma ex-super-heróina que se torna proprietária (e geralmente a única funcionária) da Alias Private Investigations. Bendis imaginou a série centrada em Jessica Drew e só decidiu criar Jones quando percebeu que o personagem principal que ele estava escrevendo tinha voz e experiência distintas o suficiente para diferenciá-la de Drew, embora tenha decidido ainda nomear o personagem com o nome dela no com base em como "duas [pessoas] podem ter o mesmo nome".
Desde então, Jones estrelou três séries em andamento: Alias, The Pulse e Jessica Jones. Alias teve 28 edições antes de terminar em 2004, enquanto The Pulse teve 14 edições de abril de 2004 a maio de 2006. Jessica Jones estreou em outubro de 2016, publicada como uma ligação com a série de televisão autointitulada. Ela se tornou membro dos Novos Vingadores, ao lado de seu marido Luke Cage/Power Man durante a campanha Heroic Age de 2010 da Marvel. Atualmente, após os eventos de Devil's Reign, em que Cage se tornou prefeito da cidade de Nova York, Jones é agora a primeira-dama da cidade de Nova York. Jessica Jones foi descrita como uma das heroínas femininas mais notáveis e poderosas da Marvel. Em vários momentos de sua história, Jessica usou pseudônimos como Safira, Paladina e Poderosa.
Krysten Ritter interpreta Jessica Jones na série de televisão homônima, Jessica Jones. Foi cancelada em sua terceira temporada pela Netflix e atualmente está na plataforma Disney de filmes e séries. A atriz foi escolhida pelo escritor Stan Lee para entrar no Universo Marvel de Televisão e Cinematográfico. Rumores dizem que a atriz pode aparecer na série Daredevil: Born Again em 2025.

## Publicação e criação
Jessica apareceu na série da Marvel Alias, que não tem relação com a série de TV de mesmo nome. A personagem e a série foram criadas por Brian Michael Bendis e Michael Gaydos, com 28 edições, de 2001 a 2004, com as capas desenhadas por David Mack. Jessica e outros personagens da série foram colocados, então, na série seguinte, The Pulse.
Em 2005, em uma entrevista, Bendis alegou que "originalmente, Alias lançaria por Jessica Drew, mas acabou desviando-se do propósito original. O que foi bom, porque usamos Jessica, e isso traria problemas para o storytelling e para a continuidade do enredo". Anteriormente, Bendis comentou que Jessica Drew, em Alias, tinha o melhor cabelo de todas as super heroínas nos quadrinhos, mas que esta nova série seria diferente da ideia original. Bendis se empenhava no desenvolvimento do título, onde Jessica seria a personagem central, com uma voz e pano de fundo diferentes de Jessica Drew.
Jessica jones começou a ser um personagem regular na série New Avengers, de 2010 a 2013, a partir da primeira edição, em agosto de 2010, até o número final, em janeiro de 2013.
Em um podcast da Marvel Comics, Bendis expressou o desejo de incorporar Jessica ao universo paralelo Ultimate Marvel, onde ela aparece em Homem Aranha #106, como uma veterana na escola de Peter Parker.

## Biografia ficcional da personagem

### Breve carreira de heroína
Como Safira, ela conseguiu salvar diversas pessoas e enfrentou alguns vilões, como o Escorpião, até se envolver em uma confusão em um restaurante onde estava o antigo vilão do Demolidor, Zebediah Killgrave, o Homem-Púrpura. O vilão usou seus poderes de controle mental para colocar Jones sob seu comando, psicologicamente torturá-la e forçá-la a ajudar em seus esquemas criminosos. Depois de oito meses, Jones começou a perder a distinção entre o que era verdade e o que era criado pelos poderes de Killgrave.
Em um ataque de fúria, o Homem-Púrpura envia Jessica para matar seu rival, Demolidor. Ao voar atordoada por Nova Iorque, Jessica acaba encontrando a Mansão dos Vingadores - que chegavam de uma missão - e ataca a Feiticeira Escarlate. Os Vingadores, para defender sua aliada, batem exageradamente na confusa Safira, que acaba sendo salva pela Miss Marvel (Carol Danvers), por ser a única que conhecia Jessica. O que não impede a garota de entrar em um novo coma devido aos ferimentos.
Ela fica por meses em estado de latência na sede da S.H.I.E.L.D. recebendo tratamento psíquico com a telepata Jean Grey, que além de ajudar no combate ao estado vegetativo, também criou barreiras para ajudar a psique de Jones em um possível novo encontro com Zebediah.
A natureza profundamente violenta do encontro com o Homem-Púrpura fez com que ela desistisse de sua vida como vigilante. Na revista The Pulse é mostrada uma segunda tentativa de Jones no mundo dos heróis fantasiados, como a vigilante Paladina. Ela intercepta uma reunião de mafiosos, mas acaba revelando sua identidade para poder cuidar do filho de um dos bandidos até a chegada do Conselho Tutelar.

### Alias Investigações
Jones deixou de ser uma heroína e abriu uma agência de detetives particulares. No entanto, a maior parte dos seus casos eram relacionados à vida dos mascarados, envolvendo até a identidade secreta do Capitão América. Apesar de seu desejo de deixar a vida de super-poderosa, ela encontra-se repetidamente atraída de volta para esse mundo. Nessa época, Carol Danvers apresentou Scott Lang (o segundo Homem-formiga) para Jessica e os dois acabam namorando por alguns meses. Posteriormente ela teve alguns encontros com Luke Cage.
Killgrave, obcecado por Jones, escapou da prisão de alta segurança chamada Balsa, graças a invasão fomentada pelos Skrulls junto com o vilão Electro. Ele tentou quebrar sua confiança, fazendo-a passar por seu pior pesadelo: descobrir que Lang e Cage estavam em um encontro com sua amiga, Danvers. Desta vez, as defesas mentais que Jean construiu permitiram que Jones se libertasse de seu controle. Ela conseguiu vencê-lo e o vilão foi recapturado. [9]
Mais tarde, Cage e Jones admitem seus sentimentos um pelo outro. Depois de descobrir estar grávida, Jessica e Luke começam um relacionamento sério.

### The Pulse
Jessica se aposenta de sua carreira na investigação e começa a trabalhar como repórter para o jornal Clarim Diário, com o propósito de cobrir casos relacionados a super seres na coluna "The Pulse". Ela acaba sendo atacada pelo Duende Verde, que queria vingança pelo Clarim ter publicado sua verdadeira identidade. Após Luke Cage revidar com violência e desmascarar Norman Osborn para toda a cidade, Jessica desiste da carreira de jornalista causando fúria no dono do jornal J. J. Jameson que cobra o direito de cobrir o nascimento da bebê.
O casal passa então a morar junto até Jess dar à luz a uma menina, nomeada como Danielle Cage em homenagem ao amigo de Luke, Daniel Rand (Punho de Ferro). Com o nascimento da filha, ocorre o casamento entre os dois na revista  New Avengers Annual # 1.

### Jovens Vingadores
Jones se torna uma coadjuvante na revista dos Novos Vingadores. Ela retorna ao Clarim Diário para uma reunião com J. J. Jameson e Kat Farrell a respeito de uma nova super-equipe, formada por jovens que imitam a formação original dos Vingadores. Ela procura Tony Stark e Steve Rogers para noticiar sobre essa equipe, e acaba encontrando-os o durante um ataque do poderoso vilão viajante do tempo Kang, o conquistador, que revela que o membro dos Jovens Vingadores, Rapaz de Ferro, é na verdade a versão adolescente dele mesmo, e mostra que se ele não retornar ao seu tempo para assumir sua personalidade futura, toda a linha do tempo se alteraria. O Rapaz de ferro acaba voltando para o futuro para assumir seu destino mantendo o status quo.
Os três heróis mais velhos decidem contar aos pais dos Jovens Vingadores sobre as atividades dos filhos, Jessica inicialmente visita a mãe de Estatura (Cassie Lang, filha de Scott Lang), posteriormente visita cada uma das famílias dos jovens e acaba se ligando especialmente à história da Gaviã Arqueira (Kate Bishop) que foi estuprada quando mais jovem.

### Guerra Civil
Com o início do Ato de Registro dos Super-seres, Jessica e Luke são visitados por Tony Stark e Carol Danvers que aconselham os dois a se registrarem para ficarem de acordo com a nova lei dos Estados Unidos. No entanto, Luke profere um discurso que compara o Registro à escravidão e à segregação racial, e, assim, ambos se negam, o que automaticamente os torna fora da lei. Cage envia então, sua esposa e filha para o Canadá para protegê-las dos combates que ocorrem por conta da Guerra Civil.
No fim, apesar da rendição do Capitão América, Cage continua escondido no QG dos Novos Vingadores junto de outros heróis que participaram da resistência.

### Pós-Guerra Civil
Jessica foge para o Santuário do Doutor Estranho junto dos outros membros dos rebeldes e após a revelação que existem Skrulls infiltrados no planeta Terra, inicia-se uma discussão entre os membros que acabam levando Jessica a se entregar na Torre Stark e se registrando, sem o conhecimento de Luke, para proteger sua filha da invasão iminente. Ela então dá um tempo em seu matrimônio.

### Invasão Secreta
Jones aparece na edição número 7 da linha principal da saga mostrando que ela se torna uma das lutadores na linha de frente contra a ameaça Skrull, é mostrado posteriormente seu reencontro com seu marido. No fim da saga o alienígena disfarçado como o mordomo Jarvis sequestra a pequena Danielle, deixando Jones transtornada.

### Reinado Sombrio
Os Novos Vingadores, Quarteto Fantástico e Punho de Ferro começam a procurar Danielle, atacando vários vilões, à procura de qualquer informação sobre o Skrull Jarvis, a fim de saber seu paradeiro e intenções. Jessica não tem conhecimento de que Luke pede para Norman Osborn para ajudar na busca. Osborn ajuda Luke a recuperar Danielle, e Jessica recebe sua filha de volta. O Homem-Aranha revela-se como Peter Parker para o grupo dos Novos Vingadores , deixando Jones chocada ao ver que seu ex-colega de classe é o conhecido herói. Ela, então, diz que Peter era sua antiga paixão da escola e ele diz que não a reconheceu durante todo esse tempo, e que não lembrava de seu nome, apenas lembrando dela como "Garota do Coma". Mais tarde, ela auxilia os Vingadores no resgate de Clint Barton depois de ser capturado por Norman Osborn.  Jessica revela que ela se inspirou para se tornar uma super-heroína depois de testemunhar uma batalha precoce entre o Homem-Aranha e o Homem de areia. Peter, então, tenta convencer Jones em retornar à vida de heroína, e sugere que ela pode fornecer um exemplo melhor para sua filha entrando em ação como uma vigilante, em vez de simplesmente falar a sua filha sobre sua antiga carreira.

### Era Heroica
Jessica retorna ao trabalho como Safira participando do super-grupo conhecido como Novos Vingadores e começa a procurar uma babá para Danielle. Entre os candidatos estão: Mantis, Felina, Mulher-Hulk, Pássaro de Fogo, Tigresa, Homem-máquina, Eco, Ultragirl, Molly Hayes, Sersi, Julia Carpenter, Groot, Deadpool, Sepulcro, Devlor, Falcão da Noite, Garota-Esquilo, entre outros. A Garota Esquilo é escolhida e começa a cuidar da pequena criança enquanto os pais de Danielle estão em missão. Jessica escolhe o nome Poderosa em homenagem a seu marido Poderoso (Luke Cage). No entanto, Jess é obrigada a se afastar novamente devido à ameaça de Norman Osborn à Mansão dos Vingadores.

## Poderes e habilidades
Depois de entrar em contato com produtos químicos experimentais e passar algum tempo em coma, Jessica emergiu com habilidades sobre-humanas. Ela possui força e durabilidade sobre-humanas, bem como vôo, e pode bloquear o controle da mente.Ela é forte o suficiente para levantar pelo menos 10 toneladas e tem capacidade para levantar um carro de polícia de duas toneladas com pouco esforço. Sua força lhe permitiu levantar um Golias gigante pelas narinas e jogá-lo a uma curta distância, quebrar o nariz de Atlas e deixar sua colega super-heroína Jessica Drew inconsciente com um único soco no rosto. Mais tarde, ela resistiu a um soco de um humano com hormônio de crescimento mutante, sofreu apenas hematomas leves e nariz sangrando, e foi capaz de se recuperar em instantes, após ser chocada pelas explosões de veneno de Jessica Drew. Apesar dessa resistência ao dano, Jessica sofreu ferimentos graves, incluindo coluna e pescoço danificados, descolamento de retina e nariz quebrado após ser atacada pelo Visão e pelo Homem de Ferro. Jessica é uma combatente corpo à corpo altamente treinada no Universo de Quadrinhos, mas em sua versão na série de 2015 suas habilidades são inconsistentes embora isso não a impediu de usá-las para conseguir ser capaz de derrotar inimigos que são profissionais em artes marciais. Este fato foi mais tarde criticado por alguns fãs da personagem.
Ela também é capaz de curar mais rápido e eficazmente do que a taxa normal.Jessica também é capaz de voar e, embora tenha conseguido voar muito bem durante seus primeiros anos como heroína, ela admitiu que sua habilidade de voar degenerou enquanto ela não era mais uma heroína ativa. Desde então, ela demonstrou melhor capacidade de vôo depois de se juntar aos Novos Vingadores.
Após de ficar no controle nas mãos do vilão Homem Púrpura, Jessica recebeu um grau de proteção psiônica de Jean Grey dos X-Men. Esta proteção psiônica foi suficiente para proteger Jéssica contra um segundo ataque do Homem Púrpura, embora ela tivesse que "acionar" essa resistência por conta própria.Além de seus poderes sobre-humanos, Jessica é uma detetive e jornalista investigativa habilidosa.

## Impacto cultural e legado

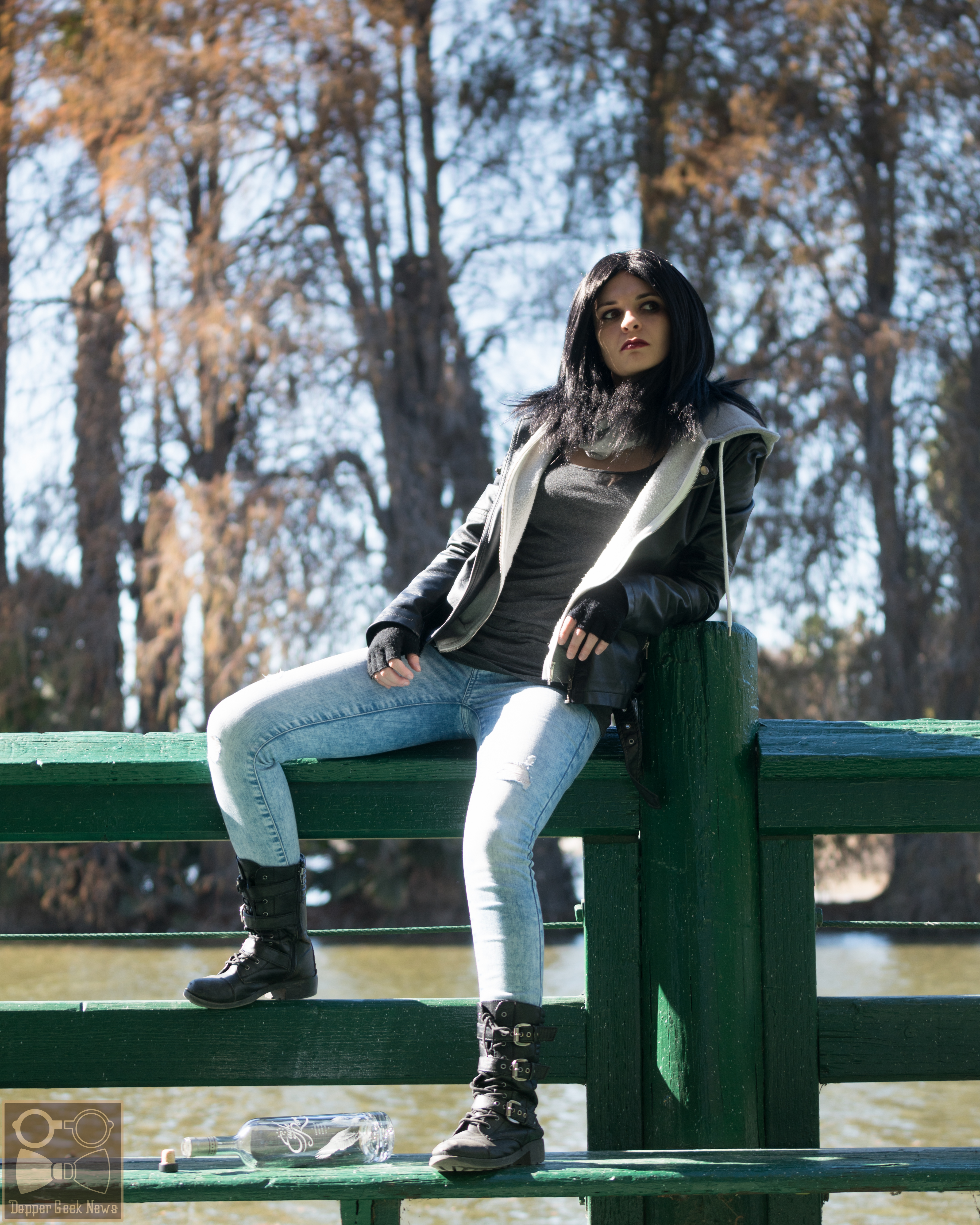
Cosplay de Jessica Jones

George Marston, do Newsarama, chamou Jessica Jones de uma das "melhores super-heroínas de todos os tempos", afirmando: "Jessica Jones não é uma super-heroína típica - como seu marido, Luke Cage, ela nem tem um codinome de super-herói preso. Mas isso é parte do que a torna tão incrível."Gavia Baker-Whitelaw do The Daily Dot referiu-se a Jones como uma das "maiores super-heroínas de todos os tempos" e "uma subversão verdadeiramente moderna do gênero dos super-heróis".
Shawn S. Lealos, da Screen Rant, referiu-se à personagem como uma "grande estrela", afirmando: "Jessica Jones se tornou um nome familiar quando sua série Marvel Netflix foi um sucesso de crítica." Gary Walker, do CBR.com, a chamou de uma das "heroínas de rua mais experientes" da Marvel, afirmando: "Jessica Jones tem as habilidades de alguém que deveria ajudar o Capitão Marvel ou até mesmo os Guardiões da Galáxia. Usando sua habilidade de investigador particular, ela é uma excelente vigilante e uma mãe engenhosa!.
Josie Knight, do Nerdist, descreveu a personagem como uma das "mulheres mais brilhantes que resolvem crimes nas páginas de seus quadrinhos favoritos".
Notoriedade pelas críticas
- Em 2016, o The Hollywood Reporter classificou Jessica Jones em 28º lugar na lista das "50 personagens femininas favoritas".[26]
- Em 2016, a Entertainment Weekly classificou Jessica Jones em 39º lugar na lista de "Super-heróis mais poderosos".[27]
- Em 2017, o The Daily Dot classificou Jessica Jones em 21º lugar na lista das "33 melhores super-heroínas de todos os tempos".[22]
- Em 2018, CBR.com classificou Jessica Jones em 7º lugar na lista dos "20 heróis de rua mais experientes da Marvel"[28]
- Em 2018, a GameSpot classificou Jessica Jones em 25º lugar na lista dos "50 super-heróis mais importantes".[28]
- Em 2019, o ComicBook.com classificou Jessica Jones em 23º lugar na lista dos "50 super-heróis mais importantes de todos os tempos".[4]
- Em 2020, Scary Mommy classificou Jessica Jones em 4º lugar em sua lista "Procurando um modelo? Essas mais de 195 personagens femininas da Marvel são verdadeiramente heróicas".[29]
- Em 2020, TheWrap incluiu Jessica Jones em sua lista de "24 super-heroínas duronas".[30]
- Em 2021, CBR.com classificou Jessica Jones em 16º lugar em sua lista das "20 mulheres mais poderosas dos Vingadores",[31]e 20º na lista das "20 super-heroínas femininas mais fortes".[32]
- Em 2022, o A.V. Club classificou Jessica Jones em 16º lugar na lista dos "100 melhores personagens da Marvel".[33]
- Em 2022, Bustle classificou Jessica Jones em 18º lugar na lista das "35 melhores personagens femininas da Marvel que dominam o MCU e os quadrinhos".[34]
- Em 2022, a Screen Rant incluiu Jessica Jones em sua lista dos "10 melhores heróis de rua da Marvel Comics".[35]

## Outras versões

Intro da série Jessica Jones.

### Ultimate Marvel
Jessica Jones, aparece nas revistas Ultimate Spider-Man, como sendo colega de Peter Parker. Ela estagia como produtora executiva da Televisão da escola tentando descobrir a verdade sobre a identidade do Homem-aranha, ela suspeita de Peter, mas acaba desistindo dessa investigação para investir em seus próprios atos de heroísmo.

### Dinastia M
Jessica é namorada de Scott Lang e os dois vivem felizes.

### O que aconteceria se...
Na HQ "O que aconteceria se Jessica Jones tivesse se juntado aos Vingadores", Jessica aceita a oferta do Capitão América para trabalhar para a S.H.I.E.L.D.. Ela acaba percebendo os problemas psicológicos que a Feiticeira Escarlate está apresentando, o que evita todo o desenrolar dos fatos que culminariam na queda dos Vingadores e na dizimação dos Mutantes. Ela acaba se casando com Steve Rogers.

## Em outras mídias

### Televisão

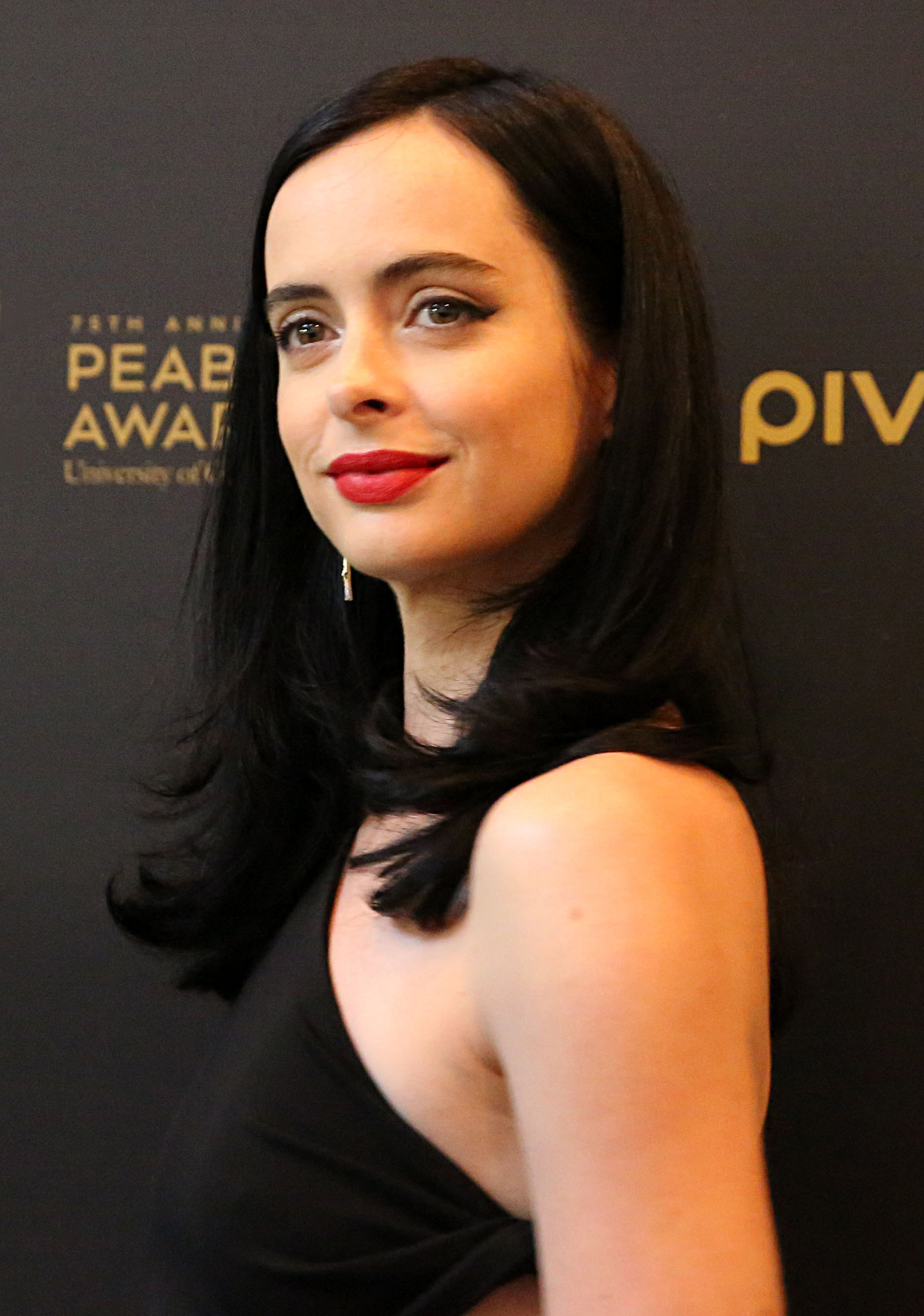
Krysten Ritter deu vida à personagem pela primeira vez na década de 2010.

#### Universo Marvel Cinematográfico
Em 20 de Novembro de 2015, uma série live-action de mesmo nome foi lançada pela Marvel por streaming, sendo distribuída pela Netflix, com a personagem-título interpretada por Krysten Ritter e por Elizabeth Cappuccino em sua adolescência. No passado, Jessica Jones foi a sobrevivente de um acidente de carro que matou seus pais e outros familiares. Depois de sair de um coma, Jessica foi legalmente adotada pela agente de talentos Dorothy Walker, tornando-se a irmã de Trish Walker. No presente, Jones tenta encontrar um homem chamado Kilgrave, uma figura do seu passado. Seu traje de Safira dos quadrinhos aparece brevemente no quinto episódio da 1° temporada, "O sanduíche me salvou", embora ela se recuse a usar o uniforme e o nome, dizendo que soa mais como um nome de stripper. Ritter reprisou seu papel na minissérie crossover Os Defensores em 2017.

### Filme
Em novembro de 2013, o CEO da Disney, Bob Iger afirmou que, se as séries Marvel/Netflix mostrassem como Jessica Jones e outros personagens podem ser populares, "É bem possível que eles se tornem filmes".

### Videogames
Jessica Jones aparece em uma série de jogos para celular e vídeogames da Marvel, tais como Marvel: War of Heroes, e Marvel: Future Fight. Sua aparência em todos eles são baseadas fora da versão da Netflix.
- A versão adolescente de Jessica aparece em Marvel Avengers Academy, onde ela é dublada por Michelle Phan. Ela inicialmente se assemelha a sua contraparte da Netflix, mas ganha o traje Safira, uma vez que ela é atualizada.
- Jones aparece em Marvel Heroes, onde ela é dublada por Mary Elizabeth McGlynn.
- Ela também aparece como uma personagem jogável em Marvel: Avengers Alliance.
- Jessica também aparece no jogo mobile Marvel Força Strike, baseada na versão Netflix.

## Livro
Jessica Jones faz uma pequena aparição no livro New Avengers: Breakout, de Alisa Kwitney, onde ela já aparece casada com Luke, tendo dado à luz à filha do casal, Danielle, recentemente. O livro é uma adaptação da graphic novel de Brian Bendis.